# Le Petit-Celland
Le Petit-Celland est une commune française, située dans le département de la Manche en région Normandie, peuplée de 175 habitants.
Elle fait partie des villages labellisés Village patrimoine, qui œuvrent à mettre en avant leurs patrimoines matériels et/ou immatériels (historique, culturel, naturel, architectural, etc.).

## Géographie
La commune est au centre de l'Avranchin. Son bourg est à 5 km au sud-ouest de Brécey, à 12 km à l'est d'Avranches, à 13 km au nord-est de Ducey et à 20 km au nord-ouest de Saint-Hilaire-du-Harcouët.
| Vernix           | Vernix                                                                       | Brécey           |
| Tirepied-sur-Sée | du Petit-Celland                                                             | Le Grand-Celland |
| Saint-Ovin       | Saint-Ovin commune associée de La Boulouze (sur quelques dizaines de mètres) | Le Grand-Celland |

### Hydrographie
La commune est située dans le bassin Seine-Normandie. Elle est drainée par la Sée, le ruisseau du Moulin Richard, le cours d'eau 01 de la Ruaiserie, le fossé 01 de l'Aunay-Baron et le ruisseau de l'Étang,,.
La Sée, d'une longueur de 79 km, prend sa source dans la commune de Sourdeval et se jette  dans le golfe de Saint-Malo en limite du Val-Saint-Père et de Vains, après avoir traversé 20 communes. 

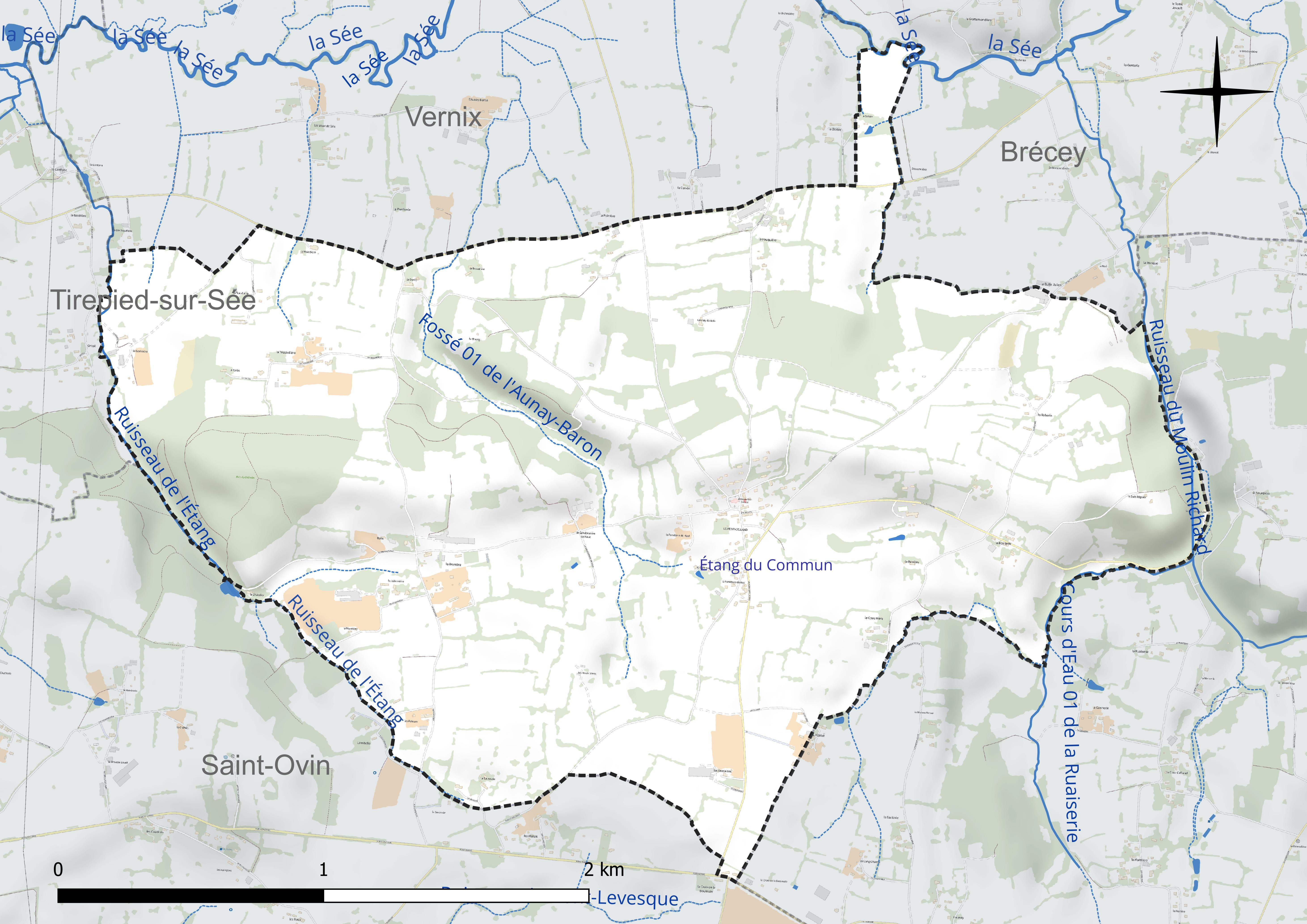
Réseau hydrographique du Petit-Celland.

Un plan d'eau complète le réseau hydrographique : l'étang du Commun (0 ha),.

### Climat
Pour des articles plus généraux, voir Climat de la Normandie et Climat de la Manche.
En 2010, le climat de la commune est de type climat océanique franc, selon une étude du CNRS s'appuyant sur une série de données couvrant la période 1971-2000. En 2020, Météo-France publie une typologie des climats de la France métropolitaine dans laquelle la commune est exposée à un climat océanique et est dans une zone de transition entre les régions climatiques « Normandie (Cotentin, Orne) » et « Bretagne orientale et méridionale, Pays nantais, Vendée ». Parallèlement le GIEC normand, un groupe régional d’experts sur le climat, différencie quant à lui, dans une étude de 2020, trois grands types de climats pour la région Normandie, nuancés à une échelle plus fine par les facteurs géographiques locaux. La commune est, selon ce zonage, exposée à un « climat contrasté des collines », correspondant au Bocage normand, bien arrosé, voire très arrosé sur les reliefs les plus exposés au flux d’ouest, et frais en raison de l’altitude.
Pour la période 1971-2000, la température annuelle moyenne est de 10,5 °C, avec une amplitude thermique annuelle de 12,6 °C. Le cumul annuel moyen de précipitations est de 1 071 mm, avec 14,9 jours de précipitations en janvier et 9,7 jours en juillet. Pour la période 1991-2020, la température moyenne annuelle observée sur la station météorologique la plus proche, située sur la commune de Saint-Hilaire-du-Harcouët à 16 km à vol d'oiseau, est de 11,5 °C et le cumul annuel moyen de précipitations est de 929,5 mm,. Pour l'avenir, les paramètres climatiques de la commune estimés pour 2050 selon différents scénarios d’émission de gaz à effet de serre sont consultables sur un site dédié publié par Météo-France en novembre 2022.

## Urbanisme

### Typologie
Au 1er janvier 2024, Le Petit-Celland est catégorisée commune rurale à habitat très dispersé, selon la nouvelle grille communale de densité à sept niveaux définie par l'Insee en 2022.
Elle est située hors unité urbaine. Par ailleurs la commune fait partie de l'aire d'attraction d'Avranches, dont elle est une commune de la couronne,. Cette aire, qui regroupe 32 communes, est catégorisée dans les aires de moins de 50 000 habitants,.

### Occupation des sols
L'occupation des sols de la commune, telle qu'elle ressort de la base de données européenne d’occupation biophysique des sols Corine Land Cover (CLC), est marquée par l'importance des territoires agricoles (80 % en 2018), une proportion identique à celle de 1990 (80 %). La répartition détaillée en 2018 est la suivante : prairies (58,8 %), zones agricoles hétérogènes (21,2 %), forêts (20 %). L'évolution de l’occupation des sols de la commune et de ses infrastructures peut être observée sur les différentes représentations cartographiques du territoire : la carte de Cassini (XVIIIe siècle), la carte d'état-major (1820-1866) et les cartes ou photos aériennes de l'IGN pour la période actuelle (1950 à aujourd'hui).

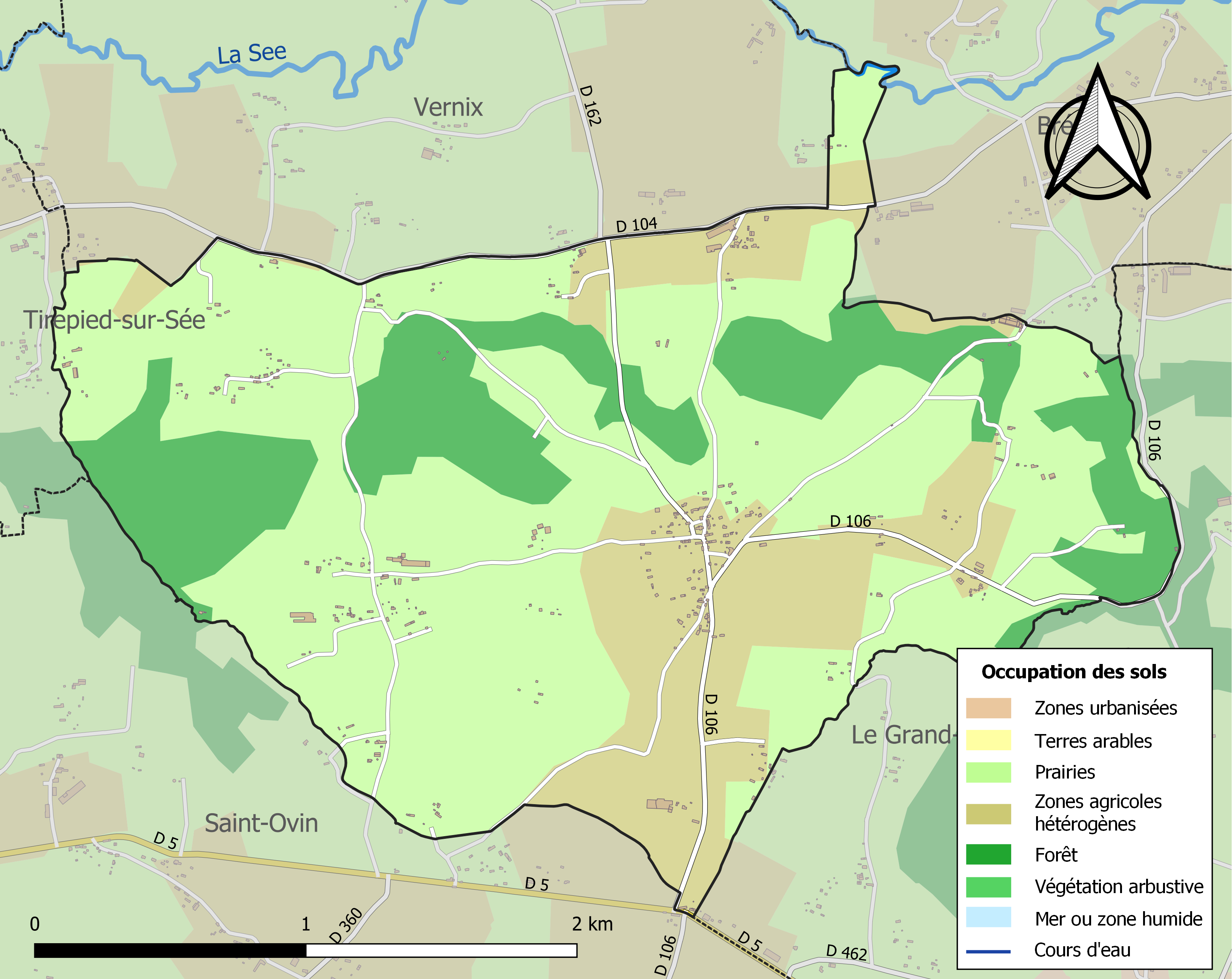
Carte des infrastructures et de l'occupation des sols de la commune en 2018 (CLC).

## Toponymie
Le nom de Celland, attesté dès le XIe siècle sous la forme Serlant, s'est d'abord appliqué à un territoire partagé au Moyen Âge en deux paroisses, Saint-Médard-de-Celland (première mention vers 1370) et Saint-Ouen-de-Celland (première mention en 1412). Ces deux appellations tombent peu à peu en désuétude durant le XVIIIe siècle, pour être respectivement remplacées par Le Grand-Celland et Le Petit-Celland, allusion à la différence territoriale et démographique entre les deux paroisses.
Le nom de la localité est attesté sous les formes terra Serlant entre 1060 et 1066, terra quae vocatur Serlant entre 1060 et 1066, Sellan en 1157, Serlando en 1160, Serlant en 1163, Willelmus de Serlant en 1195 et en 1203, les Serlandeis en 1203(« les habitants de Celland »), Willelmus de Sellant en 1208, Sellant en 1235.
La première attestation de la dénomination Petit-Celland date de 1695 (Petit Seren, à lire Selen).
L'étymologie de Celland est obscure. Elle reposerait sur l'élément prélatin anda au sens incertain.
Jadis on disait Saint Ouen de Celland en 1804.
Le gentilé est Cellandais.

## Histoire
Saint Ouen de Celland ou le Petit Celland faisait partie du doyenné de Tirepied, et pour le civil dépendant du vicomte d'Avranches, cette paroisse étant comprise dans la sergenterie de Pigace.

### Antiquité
Lorsque César fit la conquête des Gaules, tout le versant septentrional de la colline sur laquelle l'église est bâtie était couvert de bois, et il l'est encore en partie. Le bois connu sous le nom de bois Châtelier, se trouve à sa limite occidentale, sur le bord du ruisseau d'Orceil qui sépare Le Petit-Celland de La Gohannière. C'est une colline arrondie, resserrée entre deux gorges profondes, la nature en a fait une forteresse, la main de l'homme a fait le reste. On domine encore les tracés d'un camp d'où domine une vaste étendue du bassin de la Sée. Autour du point culminant, on distingue encore facilement une double enceinte avec un fossé intermédiaire. Cette enceinte a un développement de 600 mètres et une superficie de 21 hectares. Il y avait deux entrées dont l'une est relativement facile à reconnaître.
En 1863, par ordre de l'empereur Napoléon III, des officiers du génie accompagnés de savants et antiquaires, investissent les lieux, pour commencer des fouilles et après une inspection minutieuse en concluent que le bois Châtelier avait été un camp romain et précisent que non loin de là, dut être livrée la bataille sur les frontières des Unelles. César y fait allusion dans ses commentaires, bataille livrée par son légat Quintus Titurius Sabinus contre Viridovix, chef gaulois. Toutefois, en dépit des affirmations des savants de l'empereur, rien ne vient corroborer cette thèse et tout reste à démontrer. Une raison à cela, les frontières des Unelles étaient assez éloignées du bois Chatelier. Il faut aussi préciser que le camp Chatelier n'a pas été édifié en quelques jours. La surface à aménager représentait des volumes de terre importants à dégager, même avec une garnison de trois mille hommes. Certes, les légions romaines y ont séjourné longtemps et vraisemblablement à plusieurs reprises. Tout porte à croire qu'il s'agissait d'un camp d'observation idéal en raison de sa situation géographique grâce à un panorama culminant à 170 mètres de hauteur.
Ces affirmations faites au XIXe siècle ont été réfutées en 1938 par l'étude de l'archéologue sir Mortimer Wheeler, qui identifie ce camp comme un oppidum gaulois de l'époque de La Tène II,,.

### Moyen Âge
Au Moyen Âge, le territoire de Celland fut divisé en deux paroisses, Saint-Mards-de-Celland et Saint-Ouen-de-Celland qui furent débaptisé à la Révolution en Le Grand et Le Petit-Celland.
On ne connaît pas avec précision l'époque où le christianisme fut prêché dans la région. Il n'existe aucun document pour l'attester. L'hypothèse la plus « crédible » penchant plutôt en direction de la légende de saint Gerbold, évêque de Bayeux, né au village de la Berrière, à quelque pas de l'église. Il y vécut quelques années, et il y aurait dit-on fait des miracles. Les légendes ne sauraient remplacer la vérité historique. Saint Gerbold n'est certainement pas né à la Berrière, il était natif du diocèse de Bayeux où la paroisse de Livry revendique l'honneur de lui avoir donné le jour. En revanche, si saint Gerbold n'est pas natif de la Berrière, il a pu y séjourner quelque temps, mais rien ne l'indique avec certitude. Les historiens qui se sont penchés sur son histoire disent qu'il avait un goût prononcé pour les voyages. Après avoir séjourné au monastère de Scissy où il vécut en ermite, il fut appelé au diocèse d'Avranches avant d'être envoyé dans le territoire du Petit-Celland. Il bâtit à la Berrière une cellule et un oratoire qui fut la première église. Saint Gerbold parcourra plusieurs autres monastères et églises du diocèse d'Avranches. Le culte qu'on lui rendit par la suite à Chalendrey, La Mancellière, Saint-Brice-de-Landelles, Bacilly, et d'autres, semble en être la preuve. Si saint Gerbold fut le fondateur du premier oratoire édifié au Petit-Celland, l'origine de cette paroisse remonterait à la première moitié du VIIe siècle. L'église telle qu'on peut la voir aujourd'hui remonte aux environs du XIe siècle, époque à laquelle elle fut reconstruite après sa destruction par les bandes de Vikings au IXe siècle.
Le Petit-Celland faisait partie de la baronnie d'Avranches et les évêques possesseurs de cette baronnie n'aliénèrent pas ce fief. Ils furent toujours seuls seigneurs et patrons temporels du Petit-Celland. Ce sont eux qui nommaient les curés. La terre du Petit-Celland est très morcelée, il n'y a pas de grandes propriétés et il semble qu'il n'y en ait jamais eu. Ce qui laisse supposer que ce fut l'évêque d'Avranches qui fit reconstruire l'église après la conversion des Normands. Cette reconstruction dut avoir lieu peu de temps après celle de Saint-Ovin, et comme elle, placée sous le patronage de saint Ouen. Saint Gerbold non plus ne fut pas oublié en raison des souvenirs qu'il avait laissés à Petit-Celland. Plus tard, on dressa un autel dans l'église où l'on vint le prier pour être préservé de la dysenterie à une époque où elle faisait des ravages dans la population. Aussi Petit-Celland devient-il un lieu de pèlerinage, et l'on se déplace de Rennes, de Coutances ou de Bayeux prier saint Gerbold. En 1766, Samson de Gouvets, seigneur de la Lande, de Vernix, vint habiter la Fouguière au Petit-Celland et y fit souche. Ses descendants s'y perpétuèrent jusqu'au début du XIXe siècle. Les Gouvets habitaient Vernix, mais ils venaient de la paroisse de Gouvets dont ils tiraient leur nom de famille. La Doittée appartenait à une famille Lethimonnier qui passera plus tard dans la famille de la Huppe de Larturière. Parmi les noms des autres familles les plus anciens de cette région, on remarque : Sauvé, Bazire, Allain, Salle, Lebrun, Regnault, Desfeux, Jouenne, Poirier, Guymont, Croussier, Anfray, Poussard, Gefiroy, Gossen, Frault, Rault, de Villardit, Legemble, Brière, de Mazier, Bierel, Guion, Rioult, Hallais, Harel, Paimblanc.

### Révolution
Pendant la Révolution, au lieu-dit les Trois-Croix, des combats opposèrent Chouans et Républicains.

## Politique et administration
| Période                                  | Période   | Identité         | Étiquette | Qualité                         |
| ---------------------------------------- | --------- | ---------------- | --------- | ------------------------------- |
| 1959                                     | 1989      | Marcel Serrant   |           |                                 |
| 1989                                     | mars 2014 | François Serrant | SE        | Agriculteur                     |
| mars 2014                                | mai 2020  | Bérengère Jehan  | SE        | Responsable de musée            |
| mai 2020                                 | En cours  | Jérôme Benoît    | SE        | Technicien industries laitières |
| Les données manquantes sont à compléter. |           |                  |           |                                 |

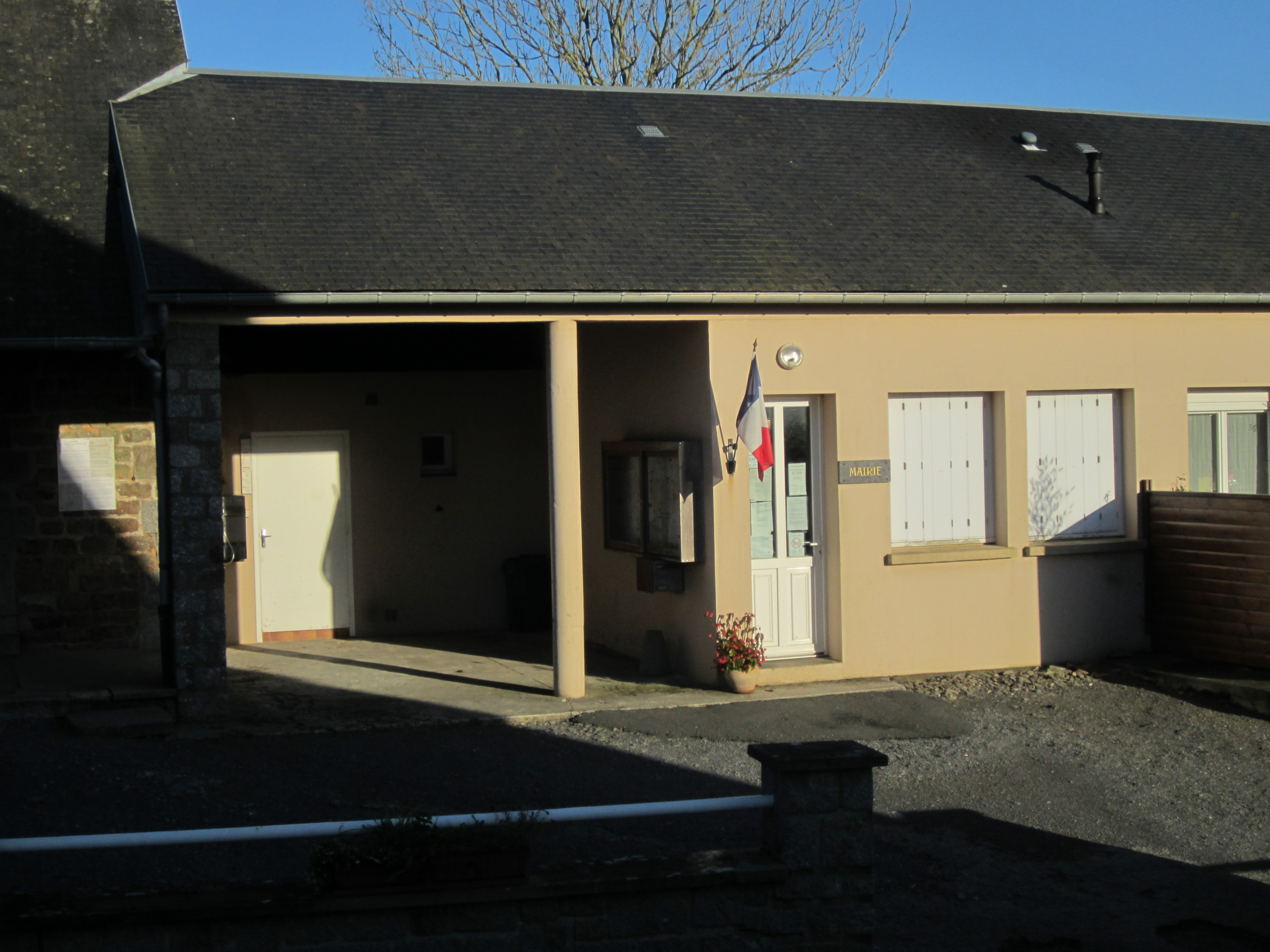
Mairie.

Le conseil municipal est composé de onze membres dont le maire et deux adjoints.

## Démographie
L'évolution du nombre d'habitants est connue à travers les recensements de la population effectués dans la commune depuis 1793. Pour les communes de moins de 10 000 habitants, une enquête de recensement portant sur toute la population est réalisée tous les cinq ans, les populations de référence des années intermédiaires étant quant à elles estimées par interpolation ou extrapolation. Pour la commune, le premier recensement exhaustif entrant dans le cadre du nouveau dispositif a été réalisé en 2008.
En 2022, la commune comptait 175 habitants, en évolution de −12,06 % par rapport à 2016 (Manche : −0,31 %, France hors Mayotte : +2,11 %).
Le Petit-Celland a compté jusqu'à 597 habitants en 1846.
| 1793 | 1800 | 1806 | 1821 | 1831 | 1836 | 1841 | 1846 | 1851 |
| ---- | ---- | ---- | ---- | ---- | ---- | ---- | ---- | ---- |
| 510  | 446  | 462  | 556  | 533  | 572  | 548  | 597  | 576  |

| 1856 | 1861 | 1866 | 1872 | 1876 | 1881 | 1886 | 1891 | 1896 |
| ---- | ---- | ---- | ---- | ---- | ---- | ---- | ---- | ---- |
| 548  | 544  | 511  | 510  | 452  | 436  | 410  | 407  | 386  |

| 1901 | 1906 | 1911 | 1921 | 1926 | 1931 | 1936 | 1946 | 1954 |
| ---- | ---- | ---- | ---- | ---- | ---- | ---- | ---- | ---- |
| 371  | 341  | 338  | 289  | 274  | 314  | 310  | 278  | 312  |

| 1962 | 1968 | 1975 | 1982 | 1990 | 1999 | 2006 | 2008 | 2013 |
| ---- | ---- | ---- | ---- | ---- | ---- | ---- | ---- | ---- |
| 292  | 244  | 215  | 194  | 153  | 161  | 176  | 180  | 204  |

| 2018 | 2022 | - | - | - | - | - | - | - |
| ---- | ---- | - | - | - | - | - | - | - |
| 178  | 175  | - | - | - | - | - | - | - |

## Lieux et monuments
- Camp du Châtelier. Des fouilles menées en 1938-1939 ont mis au jour des vestiges d'un camp du second âge du fer occupé par les Unelles. Le site, fouillé par Mortimer Wheeler, présente une seule ligne de défense « murrus gallicum » avec des traces de poteaux verticaux. La couche d'incendie montre un endroit abandonné après une destruction violente, que l'on peut dater de 56 av. J.-C.[48],[49].
- Église Saint-Ouen (XIe - milieu du XVIIIe siècle). Le toit en bâtière a été remplacé en 1901 par une flèche de 13 mètres. L'édifice en pierre, même la flèche, arbore sur son transept sud un cadran solaire. La tour est percée de fenêtres en style roman. À l'entrée du monument sont adossées des pierres tombales dont une datée de 1700[50].

Elle abrite une statue de saint Gerbold (XVIe) renfermant deux ossements considérés comme des reliques de l'évêque.
- Les Trois Croix érigées en bois en 1814 par Jean-Jacques de La Huppe de Larturière, et en granit en 1896 par Jean-Marie Fourel dit Felour, en l'honneur des victimes des combats locaux de la chouannerie normande (bataille du Petit-Celland) : Victor-Philippe de Cantilly (1778-1796) dit Montjoie, l'abbé Pierre Affichard (1721-1795), le vicaire Simon-Gabriel Lebrun (1750-1793), Louis-Georges de Gouvetz (1745-1796), chanoine d'Avranches, lapidé, et l'abbé GabrielFleury Desfeux († 1794)[41].
- Croix de cimetière (1786).
- Manoir de la Doitée (XVIIIe siècle) ; Jean-Jacques de La Huppe de Larturière (dit Bellavidès), fit du manoir sa résidence de campagne[41].
- Fontaine Saint-Gerbold.

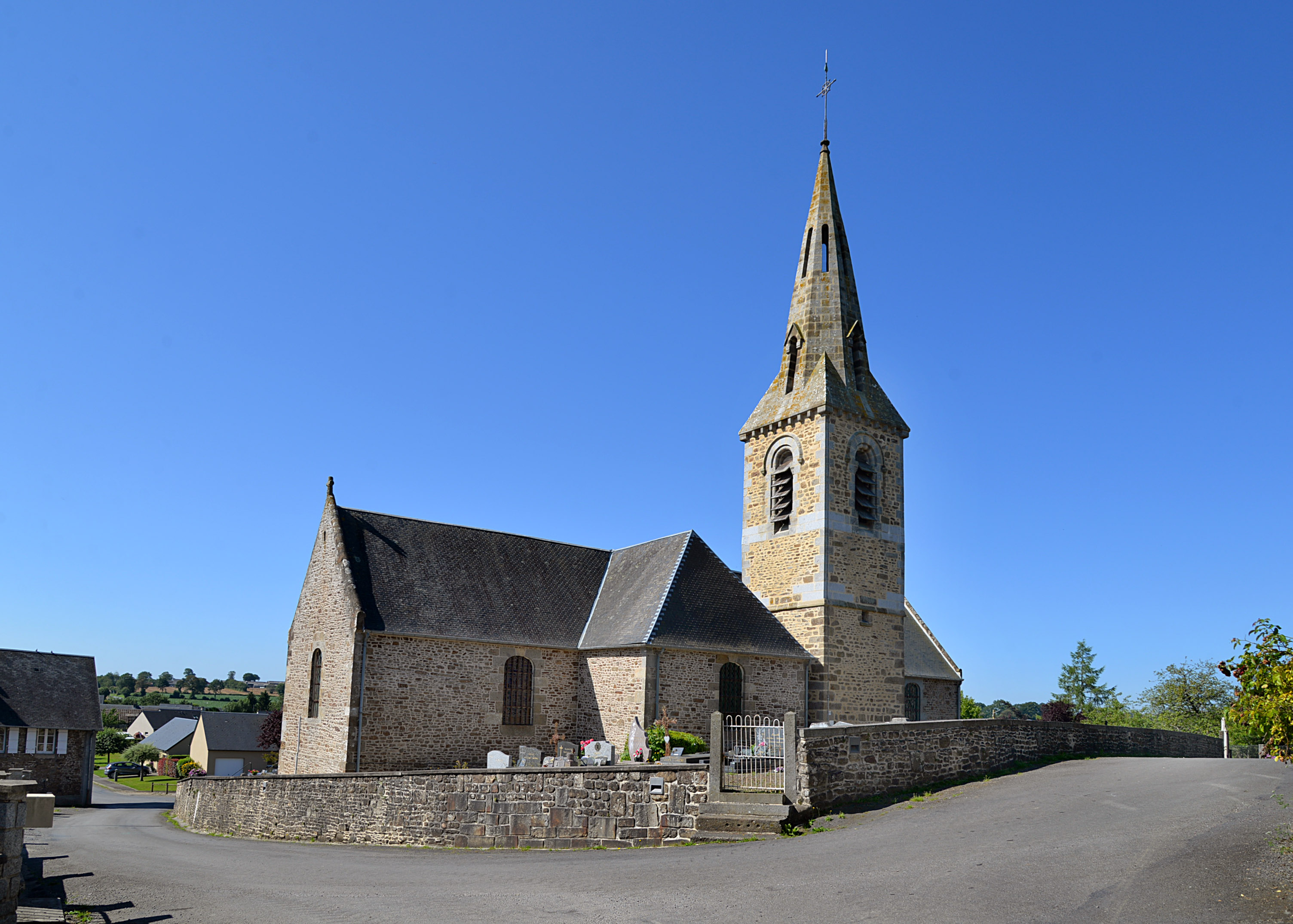
L'église Saint-Ouen.
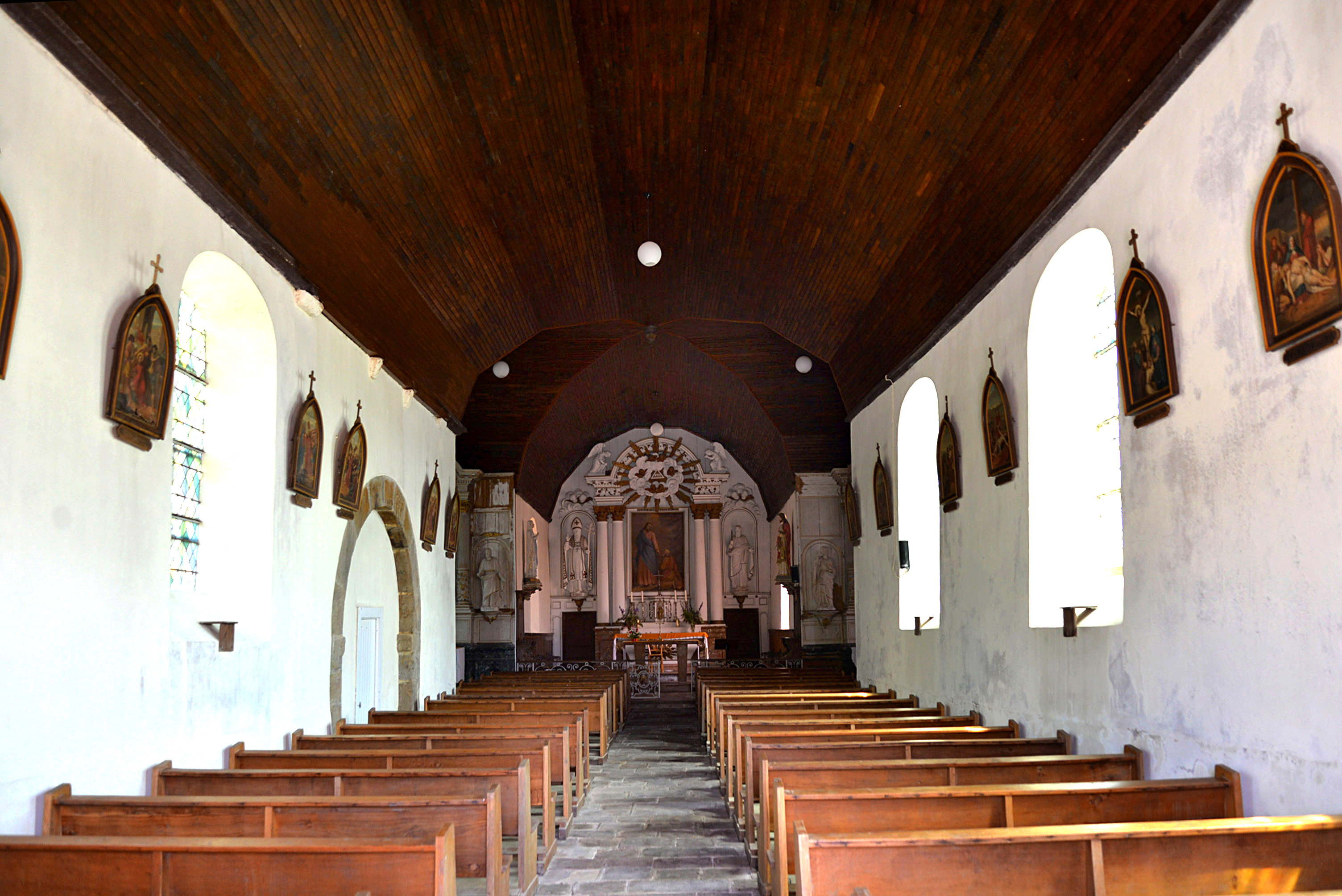
La nef de l’église Saint-Ouen.
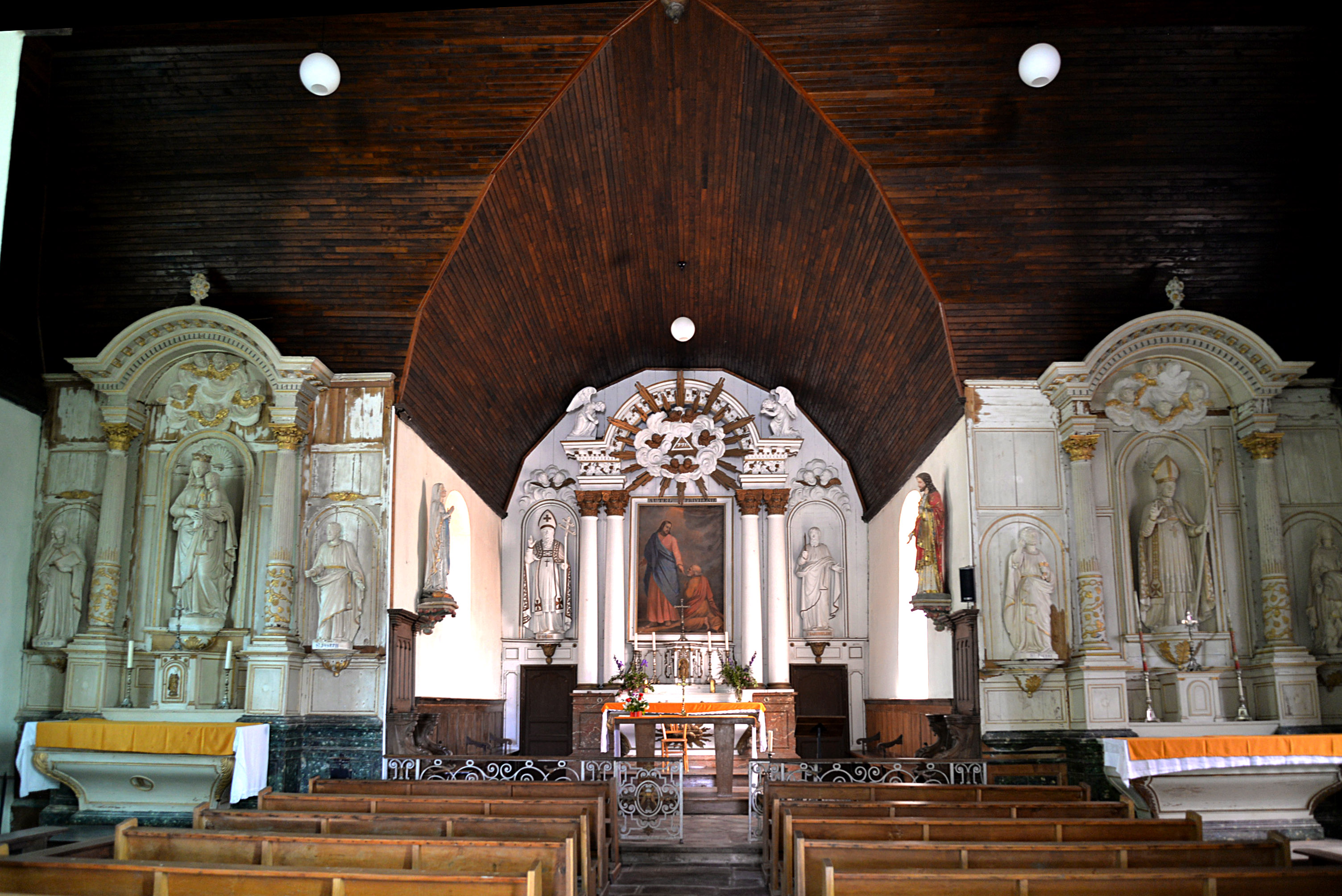
Le chœur de l'église Saint-Ouen.
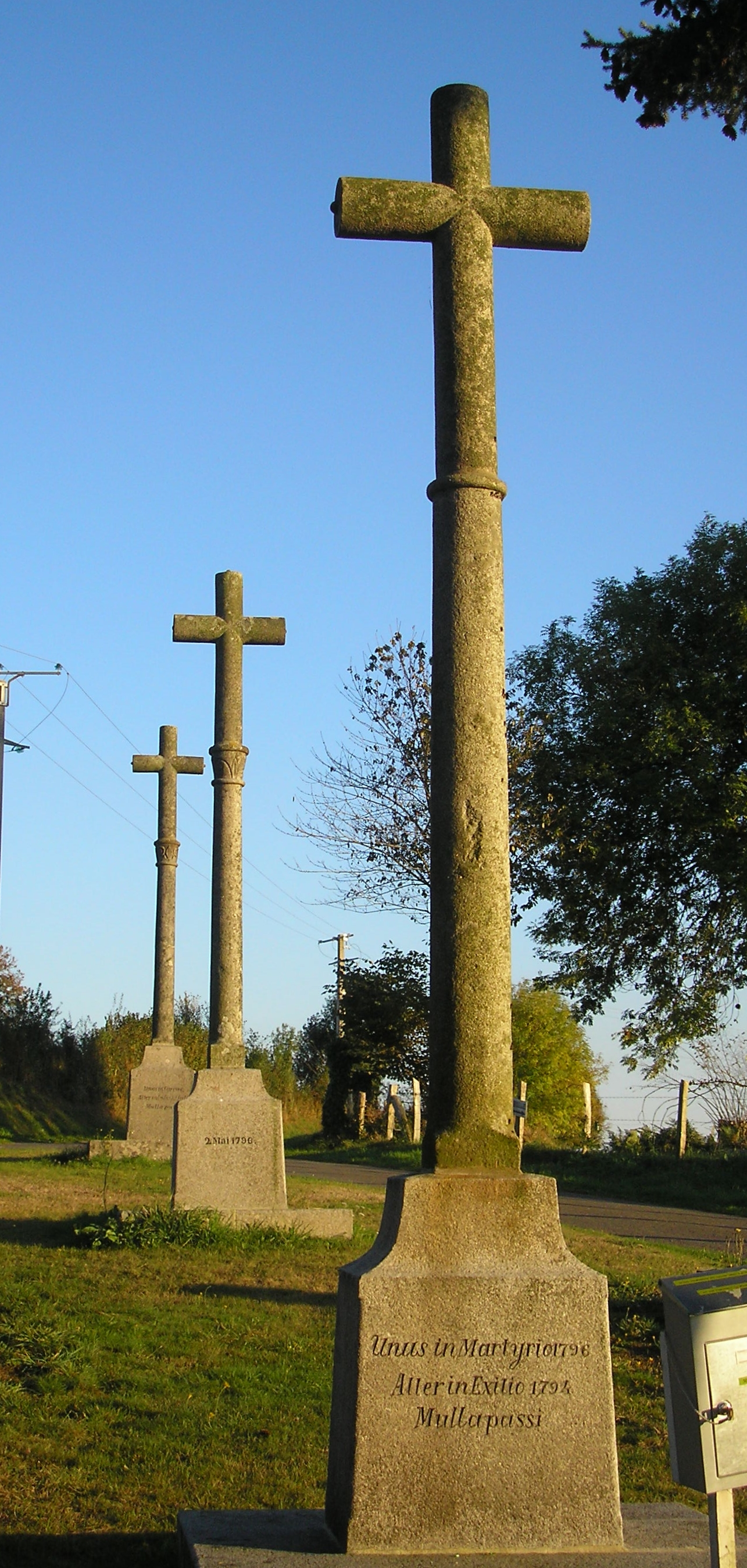
Les Trois Croix.

## Personnalités liées à la commune
- Saint Gerbold (VIIe siècle) que certains auteurs disent né à la Berrière au Petit-Celland, y aurait séjourné et construit un oratoire[41].
- Jean-Jacques de La Huppe de Larturière dit « Bellavidès », un chef des Chouans au sein de l'Armée catholique et royale de Normandie.

- Brigitte Huyghes de Beaufond[51] (22/09/1922 - 07/12/2008), violoniste, y a passé la fin de sa vie et y est enterrée dans le caveau familial.
Née le 29 septembre 1922 à Paris, Brigitte Huyghues de Beaufond, issue par sa mère d'une famille de propriétaires terriens implantés depuis le XVIe siècle dans la presqu'île du Cotentin et petite-cousine de l'Impératrice Joséphine par son père, est élevée dans la haute bourgeoisie de la Plaine-Monceau. La musique fait partie de l'éducation de sa mère qui joue du piano en amateur dans un corps de musique de chambre dont le professeur, Carmen Forté, une violoniste italienne à la personnalité entreprenante[52], lui fait promettre de lui présenter sa fille âgée de cinq ans. Dès 1927, Brigitte est soumise à un emploi du temps rigoureux organisé avec l'approbation maternelle : une leçon particulière par semaine chez Carmen, une répétitrice tous les jours à la maison, une leçon particulière par semaine chez un professeur de solfège, un cours par semaine chez Carmen où elle retrouve d'autres élèves tels que François de La Rochefoucauld, Charles d'Harcourt et la fille du directeur de la Banque de France, Jacqueline Tannery. On découvre très vite son oreille absolue, ses facilités manuelles, sa mémoire, sa tenue, sa justesse, son tempérament, sa brillante assurance aux auditions de Carmen. Mademoiselle Courcelle, institutrice à la retraite d'un cours connu (le Cours de la Madeleine) vient chaque jour lui enseigner ce qu'elle n'a pas le temps de recevoir en scolarité normale. Carmen Forté invite le prodige âgé de dix ans avec ses parents à des dîners où elle reçoit des compositeurs, des pianistes et des violonistes de renom international, de passage à Paris. Après le dîner, l'enfant joue, accompagnée de l'un de ces virtuoses, en particulier le pianiste Joseph Benvenuti. C'est au cours de ces soirées musicales qu'elle est présentée à Reynaldo Hahn et à Philippe Gaubert. Sa rencontre avec Jacques Thibaud décide de son avenir. Durant ces années, accompagnée de sa mère, la petite Brigitte ne manque aucun des récitals données à Paris par de grands violonistes tels que Kreisler, Enesco, Thibaud et Heifetz.
L'été 1934, afin de la préparer au mieux, Carmen Forté propose à ses parents de la conduire pour étudier à Étretat où elle sera accueillie, ainsi que deux autres élèves dont François de La Rochefoucault, par une amie américaine chez qui elle-même résidera pendant tout le mois d'août avec son mari. Le duc venant voir son fils choisit Brigitte pour l'accompagner au Havre à l'inauguration du paquebot Normandie. La duchesse séjournant quelques jours dans la région la fait poser pendant des heures en robe longue avec son violon pour la dessiner, et lui fait cadeau de la gouache. Au cours de l'une des promenades quotidiennes et minutées avec Carmen elle fait aussi la connaissance de Maurice Leblanc dont elle lira plus tard les exploits de son héros : Arsène Lupin. C'est donc en 1934, à l'approche de ses douze ans, que Carmen Forté décide de la présenter au Conservatoire national supérieur de musique de Paris dont le directeur d'alors est Henri Rabaud, et s'assure que Jules Boucherit, connu pour accepter de jeunes élèves dans sa classe (Ginette Neveu) sera d'accord pour la prendre si elle réussit son concours d'entrée en octobre. Admise, Brigitte fait alors connaissance avec les classes de solfège, de musique de chambre et d'orchestre dont le professeur est Philippe Gaubert.